# Élections cantonales dans la Somme

## Départementales 2015
| Cantons 2011           | Conseillers sortants  | Etiquette | Cantons 2015        | Candidats élus ou réélus  | Etiquette |
| ---------------------- | --------------------- | --------- | ------------------- | ------------------------- | --------- |
| Abbeville-Nord         | Gilbert Mathon        | PS        | Abbeville-1         | Carole Bizet              | UMP       |
| Nouvion                | Jean-Claude Buisine   | PS        | Abbeville-1         | Stéphane Decayeux         | UMP       |
| Abbeville-Sud          | Pascal Demarthe       | PS        | Abbeville-2         | Stéphane Haussoulier      | UMP       |
| Saint-Valery-sur-Somme | Nicolas Lottin        | DLF       | Abbeville-2         | Sabrina Holleville-Milhat | UMP       |
| Ailly-sur-Noye         | Brigitte Lhomme       | DVD       | Ailly-sur-Noye      | Pascal Bohin              | DVD       |
| Conty                  | Jean-Christophe Loric | Modem     | Ailly-sur-Noye      | Brigitte Lhomme           | DVD       |
| Molliens-Dreuil        | Jean-Jacques Stoter   | PRG       | Ailly-sur-Somme     | Catherine Bénédini        | PS        |
|                        |                       |           | Ailly-sur-Somme     | Jean-Jacques Stoter       | PRG       |
| Acheux-en-Amiénois     | Geneviève Lebailly    | DVG       | Albert              | Franck Beauvarlet         | UDI       |
| Albert                 | Stéphane Brunel       | DVG       | Albert              | Virginie Caron-Decroix    | UDI       |
| Amiens-1               | Claude Chaidron       | PCF       | Amiens-1            | Claude Chaidron           | PCF       |
| Amiens-2               | Gérald Maisse         | PCF       | Amiens-1            | Dolorès Esteban           | PG        |
| Amiens-8               | Francis Lec           | PS        | Amiens-2            | Zohra Darras              | PS        |
|                        |                       |           | Amiens-2            | Francis Lec               | PS        |
| Amiens-3               | Sarah Thulliez        | PS        | Amiens-3            | Marion Lepresle           | EELV      |
|                        |                       |           | Amiens-3            | Jean-Claude Renaux        | PCF       |
| Amiens-4               | Jean-Louis Piot       | PS        | Amiens-4            | Nathalie Marchand         | PCF       |
|                        |                       |           | Amiens-4            | Jean-Louis Piot           | PS        |
| Amiens-5               | Olivier Mira          | UDI       | Amiens-5            | Philippe Casier           | PS        |
|                        |                       |           | Amiens-5            | Blandine Denis            | EELV      |
| Amiens-6               | Hubert de Jenlis      | UDI       | Amiens-6            | Hubert de Jenlis          | UDI       |
|                        |                       |           | Amiens-6            | France Fongueuse          | UDI       |
| Amiens-7               | Jean-Pierre Tétu      | EELV      | Amiens-7            | Margaux Delétré           | UMP       |
| Boves                  | Olivier Jardé         | UDI       | Amiens-7            | Olivier Jardé             | UDI       |
| Corbie                 | Isabelle Demaison     | DVG       | Corbie              | Alex Gaffez               | FN        |
| Villers-Bocage         | Christian Manable     | PS        | Corbie              | Patricia Wybo             | ex FN     |
| Bernaville             | Laurent Saumon        | UMP       | Doullens            | Christelle Hiver          | UMP       |
| Doullens               | Christian Vlaeminck   | UDI       | Doullens            | Laurent Somon             | UMP       |
| Domart-en-Ponthieu     | Dominique Proyart     | DVG       | Flixecourt          | René Lognon               | PCF       |
| Picquigny              | René Lognon           | PCF       | Flixecourt          | Nathalie Temmermann       | PS        |
| Ault                   | Emmanuel Maquet       | UMP       | Friville-Escarbotin | Maryline Ducrocq          | UDI       |
| Friville-Escarbotin    | David Lefèvre         | DVG       | Friville-Escarbotin | Emmanuel Maquet           | UMP       |
| Gamaches               | Daniel Destruel       | PS        | Gamaches            | Delphine Damis-Fricourt   | PS        |
| Hallencourt            | Claude Jacob          | PCF       | Gamaches            | Bernard Davergne          | PS        |
| Moyenneville           | Bernard Davergne      | PS        | Gamaches            | Bernard Davergne          |           |
| Chaulnes               | Philippe Cheval       | DVD       | Ham                 | Didier Potel              | DVD       |
| Ham                    | Grégory Labille       | UDI       | Ham                 | Françoise Ragueneau       | DVD       |
| Nesle                  | Paul Pilot            | App. PCF  | Ham                 | Françoise Ragueneau       |           |
| Moreuil                | Pierre Boulanger      | DVD       | Moreuil             | Pierre Boulanger          | DVD       |
| Rosières-en-Santerre   | José Sueur            | UDI       | Moreuil             | Françoise Maille-Barbare  | DVD       |
| Combles                | Dominique Camus       | UDI       | Péronne             | Séverine Mordacq          | UDI       |
| Péronne                | Pierre Linéatte       | DVG       | Péronne             | Philippe Varlet           | UMP       |
| Roisel                 | Michel Boulogne       | DVG       | Péronne             | Philippe Varlet           |           |
| Hornoy-le-Bourg        | Jannick Lefeuvre      | UDI       | Poix-de-Picardie    | Isabelle de Waziers       | UMP       |
| Oisemont               | Isabelle de Waziers   | UMP       | Poix-de-Picardie    | Marc Dewaele              | UDI       |
| Poix-de-Picardie       | Marc Dewaele          | UDI       | Poix-de-Picardie    | Marc Dewaele              |           |
| Montdidier             | Catherine Quignon     | PS        | Roye                | Pascal Delnef             | PS        |
| Roye                   | Christine Lefèvre     | PS        | Roye                | Catherine Quignon         | PS        |
| Ailly-le-Haut-Clocher  | Daniel Dubois         | UDI       | Rue                 | Claude Hertault           | UDI       |
| Crécy-en-Ponthieu      | Régis Lécuyer         | UDI       | Rue                 | Jocelyne Martin           | UDI       |
| Rue                    | Jean-Louis Wadoux     | UMP       | Rue                 | Jocelyne Martin           |           |
| Président sortant      | Président sortant     |           | Président élu       | Président élu             |           |
| Christian Manable      | Christian Manable     | PS        | Laurent Saumon      | Laurent Saumon            | UMP       |

Nom en italique : conseiller ne se représentant pas

Nom en gras : conseiller réélu

## Cantonales 2011

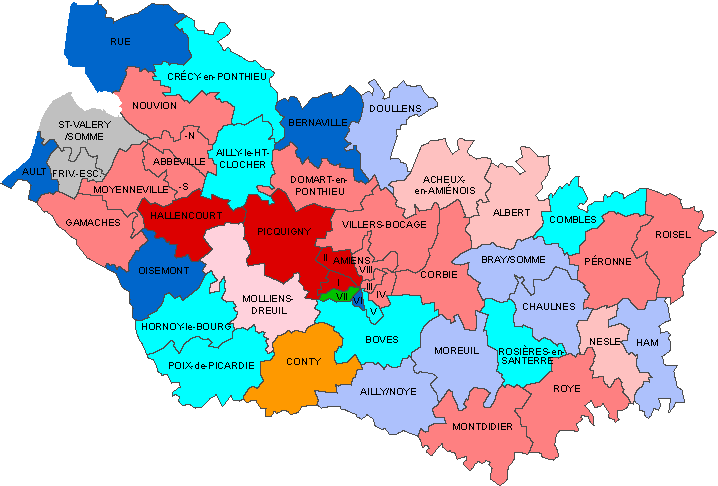
Conseil général depuis 2011

| Cantons               | Conseillers sortants        | Étiquette | Candidats Élus              | Étiquette |
| --------------------- | --------------------------- | --------- | --------------------------- | --------- |
| Abbeville-Nord        | Gilbert Mathon              | PS        | Gilbert Mathon              | PS        |
| Acheux-en-Amiénois    | Jean-Paul Nigaut            | DVG       | Jean-Paul Nigaut            | DVG       |
| Ailly-Le-Haut-Clocher | Daniel Dubois               | NC        | Daniel Dubois               | NC        |
| Albert                | Fernand Demilly*            | NC        | Stéphane Brunel             | DVG       |
| Amiens-4              | Jean-Louis Piot             | PS        | Jean-Louis Piot             | PS        |
| Amiens-5              | Brigitte Fouré              | NC        | Brigitte Fouré              | NC        |
| Amiens-6              | Hubert Henno*               | UMP       | Hubert De Jenlis            | UMP       |
| Amiens-7              | Jean-Pierre Tétu            | EELV      | Jean-Pierre Tétu            | EELV      |
| Ault                  | Emmanuel Maquet             | UMP       | Emmanuel Maquet             | UMP       |
| Combles               | Dominique Camus             | NC        | Dominique Camus             | NC        |
| Conty                 | Guy Lacherez                | DVD       | Jean-Christophe Loric       | Modem     |
| Corbie                | Isabelle Demaison           | PS        | Isabelle Demaison           | PS        |
| Doullens              | Christian Vlaeminck         | DVD       | Christian Vlaeminck         | DVD       |
| Friville-Escarbotin   | Thierry Vansevenant         | PCF       | David Lefèvre               | SE        |
| Gamaches              | Jacques Pecquery            | PCF       | Daniel Destruel             | PS        |
| Molliens-Dreuil       | Jean-Jacques Stoter         | PRG       | Jean-Jacques Stoter         | PRG       |
| Montdidier            | Catherine Quignon-Le Tyrant | PS        | Catherine Quignon-Le Tyrant | PS        |
| Moyenneville          | Bernard Davergne            | PS        | Bernard Davergne            | PS        |
| Nesle                 | Paul Pilot                  | app. PCF  | Paul Pilot                  | app. PCF  |
| Roisel                | Michel Boulogne             | PS        | Michel Boulogne             | PS        |
| Roye                  | Christine Lefevre           | PS        | Christine Lefevre           | PS        |
| Rue                   | Jean-Louis Wadoux           | UMP       | Jean-Louis Wadoux           | UMP       |
| Villers-Bocage        | Christian Manable           | PS        | Christian Manable           | PS        |
|                       | Président Sortant           |           | Président Élus              |           |
|                       | Christian Manable           | PS        | Christian Manable           | PS        |

*Conseillers généraux sortants ne se représentant pas

## Cantonales 2008

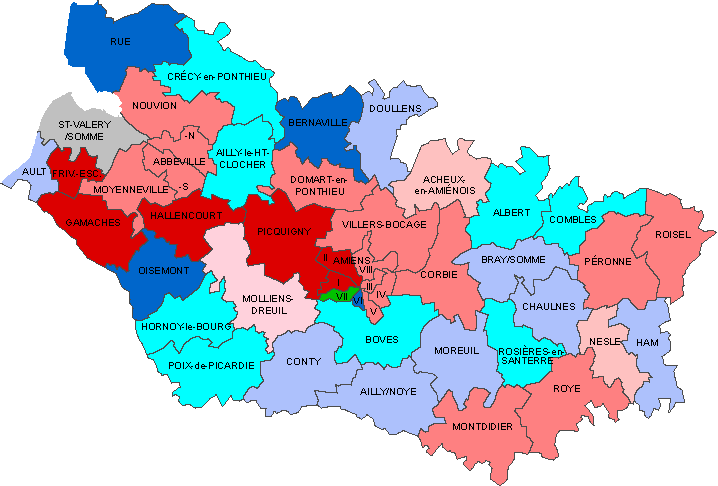
Conseil général de 2008 à 2011

| Cantons                | Conseillers sortants | Étiquette | Candidats Élus      | Étiquette |
| ---------------------- | -------------------- | --------- | ------------------- | --------- |
| Abbeville-Sud          | Yves Butel           | app. UMP  | Pascal Demarthe     | PS        |
| Ailly-sur-Noye         | Brigite Lhomme       | DVD       | Brigitte Lhomme     | DVD       |
| Canton d'Amiens-1      | Claude Chaidron      | app. PCF  | Claude Chaidron     | app. PCF  |
| Canton d'Amiens-2      | Gérald Maisse        | PCF       | Gérald Maisse       | PCF       |
| Canton d'Amiens-3      | Isabelle Griffoin    | NC        | Sarah Thuilliez     | PS        |
| Canton d'Amiens-8      | Francis Lec          | PS        | Francis Lec         | PS        |
| Bernaville             | Laurent Somon        | UMP       | Laurent Somon       | UMP       |
| Boves                  | Olivier Jardé        | NC        | Olivier Jardé       | NC        |
| Bray-sur-Somme         | Daniel Lagache       | DVD       | Marcel Guyot        | DVD       |
| Chaulnes               | Philippe Cheval      | DVD       | Philippe Cheval     | DVD       |
| Crécy-en-Ponthieu      | Régis Lecuyer        | NC        | Régis Lecuyer       | NC        |
| Domart-en-Ponthieu     | Gilbert Temmermann*  | PS        | Dominique Proyart   | PS        |
| Hallencourt            | Pierre Martin*       | UMP       | Claude Jacob        | PCF       |
| Ham                    | Jean Boitel          | PS        | Grégory Labille     | DVD       |
| Hornoy-le-Bourg        | Daniel Capon*        | UMP       | Jannick Lefeuvre    | NC        |
| Moreuil                | Pierre Boulanger     | DVD       | Pierre Boulanger    | DVD       |
| Nouvion                | Philippe Beauvisage* | DVD       | Jean-Claude Buisine | PS        |
| Oisemont               | Jérôme Bignon        | UMP       | Jérôme Bignon       | UMP       |
| Peronne                | Pierre Linéatte      | PS        | Pierre Linéatte     | PS        |
| Picquigny              | René Lognon          | PCF       | René Lognon         | PCF       |
| Poix-de-Picardie       | Pierre Daniel*       | DVD       | Marc Dewaele        | NC        |
| Rosières-en-Santerre   | José Sueur           | NC        | José Sueur          | NC        |
| Saint-Valery-sur-Somme | Nicolas Lottin       | SE        | Nicolas Lottin      | SE        |
|                        | Président Sortant    |           | Président Élus      |           |
|                        | Daniel Dubois        | NC        | Christian Manable   | PS        |

*Conseillers généraux sortants ne se représentant pas

## Cantonales 2004

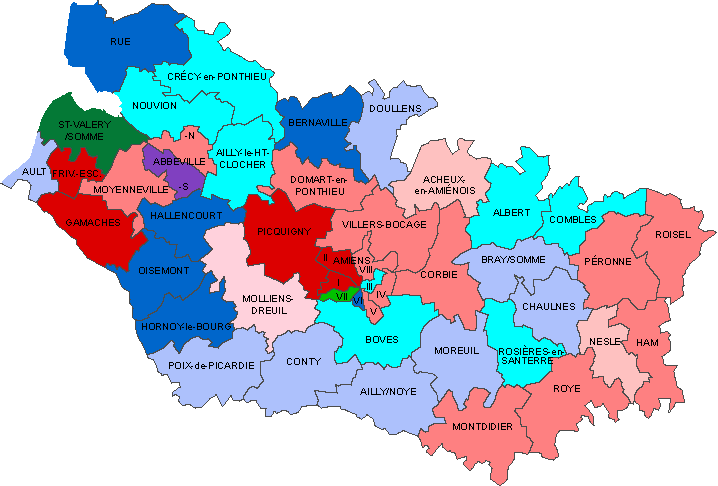
Conseil général de 2004 à 2008

| Cantons               | Conseillers sortants | Étiquette | Candidats Élus      | Étiquette |
| --------------------- | -------------------- | --------- | ------------------- | --------- |
| Abbeville-Nord        | Gilbert Mathon       | PS        | Gilbert Mathon      | PS        |
| Acheux-en-Amiénois    | Jean-Paul Nigaut     | DVG       | Jean-Paul Nigaut    | DVG       |
| Ailly-Le-Haut-Clocher | Daniel Dubois        | UDF       | Daniel Dubois       | UDF       |
| Albert                | Fernand Demilly      | UDF       | Fernand Demilly     | UDF       |
| Amiens-4              | Liliane Brunet*      | PCF       | Jean-Louis Piot     | PS        |
| Amiens-5              | Jean-Claude Broutin  | UDF       | Daniel Leroy        | PS        |
| Amiens-6              | Hubert Henno         | UMP       | Hubert Henno        | UMP       |
| Amiens-7              | Marc Thuilot         | UDF       | Jean-Pierre Tétu    | Les Verts |
| Ault                  | Guy Champion         | PCF       | Emmanuel Maquet     | UMP       |
| Combles               | Dominique Camus      | UDF       | Dominique Camus     | UDF       |
| Conty                 | Guy Lacherez         | DVD       | Guy Lacherez        | DVD       |
| Corbie                | Alain Gest           | UMP       | Isabelle Demaison   | PS        |
| Doullens              | Christian Vlaeminck  | DVD       | Christian Vlaeminck | DVD       |
| Friville-Escarbotin   | Thierry Vansevenant  | PCF       | Thierry Vansevenant | PCF       |
| Gamaches              | Jacques Pecquery     | PCF       | Jacques Pecquery    | PCF       |
| Molliens-Dreuil       | Jean Dhalluin        | UMP       | Jean-Jacques Stoter | PRG       |
| Montdidier            | Catherine Le Tyrant  | PS        | Catherine Le Tyrant | PS        |
| Moyenneville          | Philippe Arcillon    | PS        | Philippe Arcillon   | PS        |
| Nesle                 | Paul Pilot           | app. PCF  | Paul Pilot          | app. PCF  |
| Roisel                | Michel Boulogne      | PS        | Michel Boulogne     | PS        |
| Roye                  | Georges Loisier      | UMP       | Christine Lefevre   | PS        |
| Rue                   | Pierre Bamière*      | UMP       | Jean-Louis Wadoux   | UMP       |
| Villers-Bocage        | Christian Manable    | PS        | Christian Manable   | PS        |
|                       | Président Sortant    |           | Président Élus      |           |
|                       | Alain Gest           | UMP       | Daniel Dubois       | UDF       |

*Conseillers généraux sortants ne se représentant pas

## Cantonales 2001

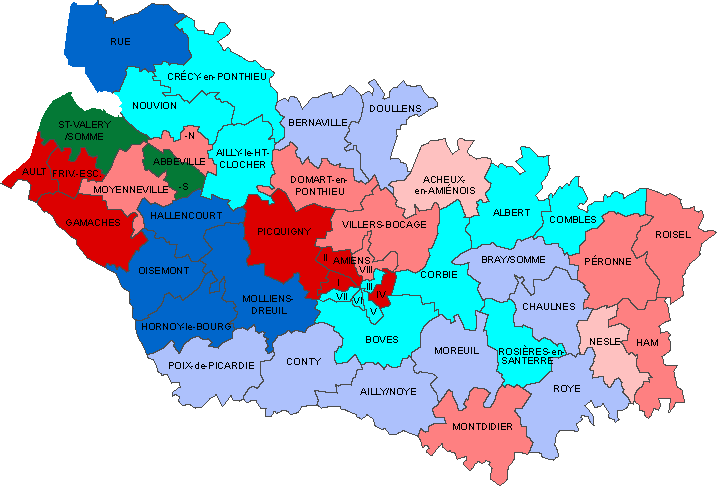
Conseil général de 2001 à 2004

| Cantons                | Conseillers sortants | Étiquette | Candidats Élus      | Étiquette |
| ---------------------- | -------------------- | --------- | ------------------- | --------- |
| Abbeville-Sud          | Guy Dovergne         | PS        | Yves Butel          | CPNT      |
| Ailly-sur-Noye         | Olivier Classen*     | UDF       | Brigitte Lhomme     | DVD       |
| Canton d'Amiens-1      | Claude Chaidron      | PCF       | Claude Chaidron     | PCF       |
| Canton d'Amiens-2      | Gérald Maisse        | PCF       | Gérald Maisse       | PCF       |
| Canton d'Amiens-3      | René Carouge         | PCF       | Isabelle Griffoin   | UDF       |
| Canton d'Amiens-8      | Francis Lecul        | PS        | Francis Lecul       | PS        |
| Bernaville             | Thérèse Hart         | RPR       | Laurent Somon       | DVD       |
| Boves                  | Olivier Jardé        | UDF       | Olivier Jardé       | UDF       |
| Bray-sur-Somme         | Marcel Guyot         | RPR       | Daniel Lagache      | DVD       |
| Chaulnes               | Philippe Cheval      | DVD       | Philippe Cheval     | DVD       |
| Crécy-en-Ponthieu      | Régis Lecuyer        | UDF       | Régis Lecuyer       | UDF       |
| Domart-en-Ponthieu     | Gilbert Temmermann   | PS        | Gilbert Temmermann  | PS        |
| Hallencourt            | Pierre Martin        | RPR       | Pierre Martin       | RPR       |
| Ham                    | Jean Boitel          | PS        | Jean Boitel         | PS        |
| Hornoy-le-Bourg        | Daniel Capon         | RPR       | Daniel Capon        | RPR       |
| Moreuil                | Pierre Boulanger     | DVD       | Pierre Boulanger    | DVD       |
| Nouvion                | Philippe Beauvisage  | UDF       | Philippe Beauvisage | UDF       |
| Oisemont               | Jérôme Bignon        | RPR       | Jérôme Bignon       | RPR       |
| Peronne                | Pierre Linéatte      | PS        | Pierre Linéatte     | PS        |
| Picquigny              | René Lognon          | PCF       | René Lognon         | PCF       |
| Poix-de-Picardie       | Pierre Daniel        | DVD       | Pierre Daniel       | DVD       |
| Rosières-en-Santerre   | Jacques Trobas       | RPR       | José Sueur          | UDF       |
| Saint-Valery-sur-Somme | Pierre Dingremont    | app. UDF  | Nicolas Lottin      | CPNT      |
|                        | Président Sortant    |           | Président Élus      |           |
|                        | Fernand Demilly      | UDF       | Alain Gest          | UDF       |

*Conseillers généraux sortants ne se représentant pas

## Cantonales 1998

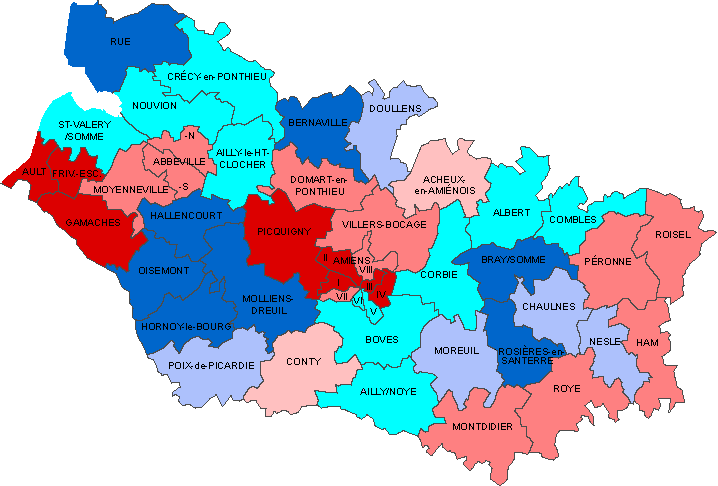
Conseil général de 1998 à 2001

| Cantons               | Conseillers sortants | Étiquette | Candidats Élus        | Étiquette |
| --------------------- | -------------------- | --------- | --------------------- | --------- |
| Abbeville-Nord        | André Leduc          | UDF-FD    | Gilbert Mathon        | PS        |
| Acheux-en-Amiénois    | Jackie Pillon        | UDF-FD    | Jean-Paul Nigaut      | DVG       |
| Ailly-Le-Haut-Clocher | Alain-Louis Jacques* | UDF-FD    | Daniel Dubois         | UDF-FD    |
| Albert                | Fernand Demilly      | UDF-FD    | Fernand Demilly       | UDF-FD    |
| Amiens-4              | Liliane Brunet       | PCF       | Liliane Brunet        | PCF       |
| Amiens-5              | Jean-Claude Broutin  | UDF-FD    | Jean-Claude Broutin   | UDF-FD    |
| Amiens-6              | Hubert Henno         | UDF-DL    | Hubert Henno          | UDF-DL    |
| Amiens-7              | Gérard Moularde      | DVD       | Eliane Gillet-Miannay | PS        |
| Ault                  | Antoine de Wazières  | app. UDF  | Guy Champion          | PCF       |
| Combles               | Albert Flinois*      | UDF-FD    | Dominique Camus       | UDF-FD    |
| Conty                 | Jacques Dacheux      | DVD       | Guy Lacherez          | SE        |
| Corbie                | Alain Gest           | UDF-DL    | Alain Gest            | UDF-DL    |
| Doullens              | Christian Vlaeminck  | DVD       | Christian Vlaeminck   | DVD       |
| Friville-Escarbotin   | Guy Roussel          | PCF       | Guy Roussel           | PCF       |
| Gamaches              | Michel Bonduelle     | UDF-FD    | Jacques Pecquery      | PCF       |
| Molliens-Dreuil       | Jean Dhalluin        | RPR       | Jean Dhalluin         | RPR       |
| Montdidier            | Gérard Flamand       | DVD       | Catherine Le Tyrant   | PS        |
| Moyenneville          | Roger Castel         | UDF-FD    | Philippe Arcillon     | PS        |
| Nesle                 | Jacques Gronnier     | DVD       | Paul Pilot            | app. PCF  |
| Roisel                | Michel Boulogne      | PS        | Michel Boulogne       | PS        |
| Roye                  | Georges Loisier      | RPR       | Jacques Fleury        | PS        |
| Rue                   | Pierre Bamière       | RPR       | Pierre Bamière        | RPR       |
| Villers-Bocage        | Christian Manable    | PS        | Christian Manable     | PS        |
|                       | Président Sortant    |           | Président Élus        |           |
|                       | Fernand Demilly      | UDF-FD    | Fernand Demilly       | UDF-FD    |

*Conseillers généraux sortants ne se représentant pas

## Cantonales 1994

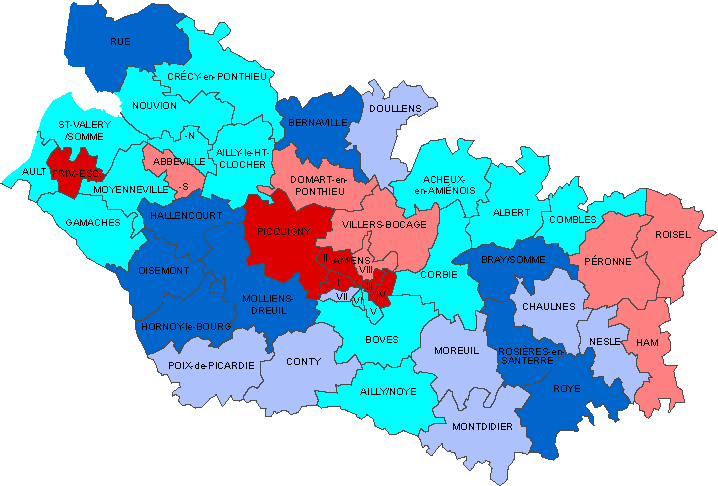
Conseil général de 1994 à 1998

| Cantons                | Conseillers sortants | Étiquette | Candidats Élus      | Étiquette |
| ---------------------- | -------------------- | --------- | ------------------- | --------- |
| Abbeville-Sud          | Guy Dovergne         | PS        | Guy Dovergne        | PS        |
| Ailly-sur-Noye         | Olivier Classen      | UDF-PSD   | Olivier Classen     | UDF-PSD   |
| Canton d'Amiens-1      | Serge Delignières    | PS        | Claude Chaidron     | PCF       |
| Canton d'Amiens-2      | Gérald Maisse        | PCF       | Gérald Maisse       | PCF       |
| Canton d'Amiens-3      | René Carouge         | PCF       | René Carouge        | PCF       |
| Canton d'Amiens-8      | Francis Lecul        | PS        | Francis Lecul       | PS        |
| Bernaville             | Joël Hart            | RPR       | Joël Hart           | RPR       |
| Boves                  | Pierre Desse*        | DVD       | Olivier Jardé       | UDF       |
| Bray-sur-Somme         | Marcel Guyot         | RPR       | Marcel Guyot        | RPR       |
| Chaulnes               | Serge Bayard         | UDF-PSD   | Philippe Cheval     | DVD       |
| Crécy-en-Ponthieu      | Régis Lecuyer        | UDF       | Régis Lecuyer       | UDF       |
| Domart-en-Ponthieu     | Gilbert Temmermann   | PS        | Gilbert Temmermann  | PS        |
| Hallencourt            | Pierre Martin        | RPR       | Pierre Martin       | RPR       |
| Ham                    | Jean Boitel          | PS        | Jean Boitel         | PS        |
| Hornoy-le-Bourg        | Daniel Capon         | RPR       | Daniel Capon        | RPR       |
| Moreuil                | Pierre Boulanger     | DVD       | Pierre Boulanger    | DVD       |
| Nouvion                | Ernest Lécuyer*      | UDF-PSD   | Philippe Beauvisage | UDF       |
| Oisemont               | Jérôme Bignon        | RPR       | Jérôme Bignon       | RPR       |
| Peronne                | Pierre Linéatte      | PS        | Pierre Linéatte     | PS        |
| Picquigny              | René Régnier         | PCF       | René Lognon         | PCF       |
| Poix-de-Picardie       | Pierre Daniel        | DVD       | Pierre Daniel       | DVD       |
| Rosières-en-Santerre   | Jacques Trobas       | RPR       | Jacques Trobas      | RPR       |
| Saint-Valery-sur-Somme | Pierre Dingremont    | app. PSD  | Pierre Dingremont   | app. PSD  |
|                        | Président Sortant    |           | Président Élus      |           |
|                        | Fernand Demilly      | UDF-PSD   | Fernand Demilly     | UDF-PSD   |

*Conseillers généraux sortants ne se représentant pas

## Cantonales 1992

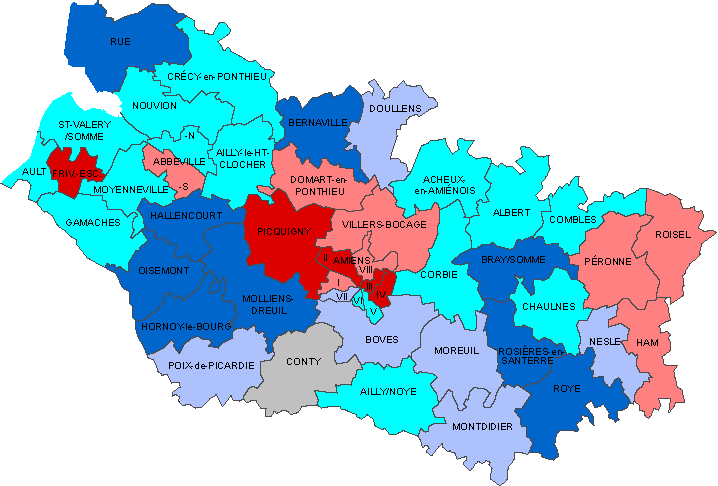
Conseil général de 1992 à 1994

| Cantons               | Conseillers sortants | Étiquette | Candidats Élus      | Étiquette |
| --------------------- | -------------------- | --------- | ------------------- | --------- |
| Abbeville-Nord        | André Leduc          | UDF-PSD   | André Leduc         | UDF-PSD   |
| Acheux-en-Amiénois    | Jackie Pillon        | UDF-PSD   | Jackie Pillon       | UDF-PSD   |
| Ailly-Le-Haut-Clocher | Alain-Louis Jacques  | UDF-PSD   | Alain-Louis Jacques | UDF-PSD   |
| Albert                | Fernand Demilly      | UDF-PSD   | Fernand Demilly     | UDF-PSD   |
| Amiens-4              | Liliane Brunet       | PCF       | Liliane Brunet      | PCF       |
| Amiens-5              | Jean-Claude Broutin  | UDF-CDS   | Jean-Claude Broutin | UDF-CDS   |
| Amiens-6              | Hubert Henno         | UDF-PR    | Hubert Henno        | UDF-PR    |
| Amiens-7              | Gérard Moularde      | DVD       | Gérard Moularde     | DVD       |
| Ault                  | Michel Couillet      | PCF       | Antoine de Wazières | app. UDF  |
| Combles               | Albert Flinois       | UDF-CDS   | Albert Flinois      | UDF-CDS   |
| Conty                 | André Occis          | DVD       | Jacques Dacheux     | SE        |
| Corbie                | Alain Gest           | UDF-PR    | Alain Gest          | UDF-PR    |
| Doullens              | Jacques Mossion      | UDF-CDS   | Christian Vlaeminck | DVD       |
| Friville-Escarbotin   | Christian Cahon      | UDF-PR    | Guy Roussel         | PCF       |
| Gamaches              | Michel Bonduelle     | UDF-CDS   | Michel Bonduelle    | UDF-CDS   |
| Molliens-Dreuil       | Jean Dhalluin        | RPR       | Jean Dhalluin       | RPR       |
| Montdidier            | Gérard Flamand       | DVD       | Gérard Flamand      | DVD       |
| Moyenneville          | Roger Castel         | UDF-CDS   | Roger Castel        | UDF-CDS   |
| Nesle                 | Jacques Gronnier     | DVD       | Jacques Gronnier    | DVD       |
| Roisel                | Pierre Druin         | PCF       | Michel Boulogne     | PS        |
| Roye                  | Jacques Fleury       | PS        | Georges Loisier     | RPR       |
| Rue                   | Pierre Bamière       | RPR       | Pierre Bamière      | RPR       |
| Villers-Bocage        | Pierre Claisse       | UDF-CDS   | Christian Manable   | PS        |
|                       | Président Sortant    |           | Président Élus      |           |
|                       | Fernand Demilly      | UDF-PSD   | Fernand Demilly     | UDF-PSD   |

*Conseillers généraux sortants ne se représentant pas

## Cantonales 1988

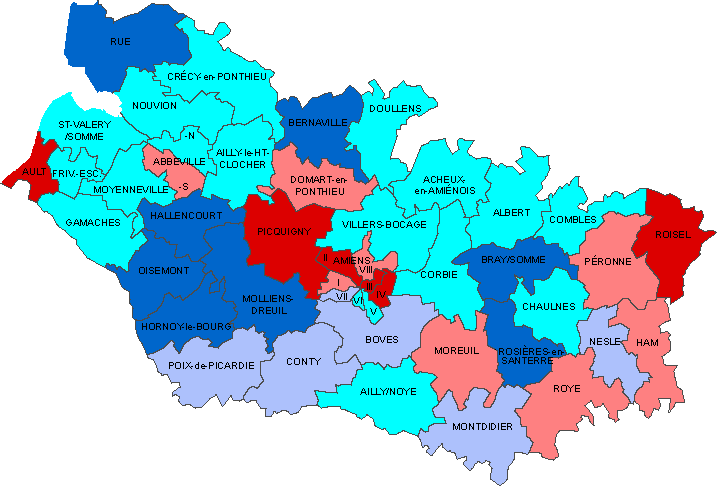
Conseil général de 1988 à 1992

| Cantons                | Conseillers sortants      | Étiquette | Candidats Élus     | Étiquette |
| ---------------------- | ------------------------- | --------- | ------------------ | --------- |
| Abbeville-Sud          | Max Lejeune               | UDF-PSD   | Guy Dovergne       | PS        |
| Ailly-sur-Noye         | Pierre Classen            | UDF-PSD   | Pierre Classen     | UDF-PSD   |
| Canton d'Amiens-1      | Marie-Stéphanie Kaczmarek | PCF       | Serge Delignières  | PS        |
| Canton d'Amiens-2      | Gérald Maisse             | PCF       | Gérald Maisse      | PCF       |
| Canton d'Amiens-3      | René Carouge              | PCF       | René Carouge       | PCF       |
| Canton d'Amiens-8      | Francis Lecul             | PS        | Francis Lecul      | PS        |
| Bernaville             | Joël Hart                 | RPR       | Joël Hart          | RPR       |
| Boves                  | Pierre Desse              | DVD       | Pierre Desse       | DVD       |
| Bray-sur-Somme         | Fernand Adriaenssens      | UDF-PSD   | Marcel Guyot       | RPR       |
| Chaulnes               | Serge Bayard              | UDF-PSD   | Serge Bayard       | UDF-PSD   |
| Crécy-en-Ponthieu      | Régis Lecuyer             | UDF       | Régis Lecuyer      | UDF       |
| Domart-en-Ponthieu     | Gilbert Temmermann        | PS        | Gilbert Temmermann | PS        |
| Hallencourt            | Pierre Martin             | RPR       | Pierre Martin      | RPR       |
| Ham                    | Jean Boitel               | PS        | Jean Boitel        | PS        |
| Hornoy-le-Bourg        | Daniel Capon              | RPR       | Daniel Capon       | RPR       |
| Moreuil                | Francis Soilleux          | CNI       | Daniel Fournier    | PS        |
| Nouvion                | Ernest Lécuyer            | UDF-PSD   | Ernest Lécuyer     | UDF-PSD   |
| Oisemont               | Jérôme Bignon             | RPR       | Jérôme Bignon      | RPR       |
| Peronne                | Jean-Marie Carbonnelle    | UDF-PR    | Pierre Linéatte    | PS        |
| Picquigny              | René Régnier              | PCF       | René Régnier       | PCF       |
| Poix-de-Picardie       | Pierre Daniel             | DVD       | Pierre Daniel      | DVD       |
| Rosières-en-Santerre   | Jacques Trobas            | RPR       | Jacques Trobas     | RPR       |
| Saint-Valery-sur-Somme | Gilbert Gauthé            | PS        | Pierre Dingremont  | app. PSD  |
|                        | Président Sortant         |           | Président Élus     |           |
|                        | Max Lejeune               | UDF-PSD   | Fernand Demilly    | UDF-PSD   |

*Conseillers généraux sortants ne se représentant pas

## Cantonales 1985

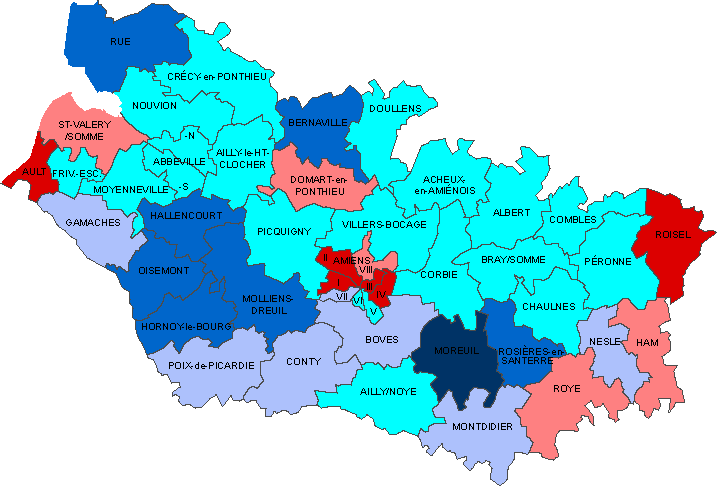
Conseil général de 1985 à 1988

| Cantons               | Conseillers sortants | Étiquette | Candidats Élus      | Étiquette |
| --------------------- | -------------------- | --------- | ------------------- | --------- |
| Abbeville-Nord        | André Leduc          | UDF-PSD   | André Leduc         | UDF-PSD   |
| Acheux-en-Amiénois    | Jackie Pillon        | UDF-PSD   | Jackie Pillon       | UDF-PSD   |
| Ailly-Le-Haut-Clocher | Alain-Louis Jacques  | UDF-PSD   | Alain-Louis Jacques | UDF-PSD   |
| Albert                | Fernand Demilly      | UDF-PSD   | Fernand Demilly     | UDF-PSD   |
| Amiens-4              | Liliane Brunet       | PCF       | Liliane Brunet      | PCF       |
| Amiens-5              | Jean-Claude Broutin  | UDF-CDS   | Jean-Claude Broutin | UDF-CDS   |
| Amiens-6              | Hubert Henno         | UDF-PR    | Hubert Henno        | UDF-PR    |
| Amiens-7              | Gérard Moularde      | DVD       | Gérard Moularde     | DVD       |
| Canton d'Amiens-8     | canton crée en 1985  |           | Francis Lecul       | PS        |
| Ault                  | Michel Couillet      | PCF       | Michel Couillet     | PCF       |
| Combles               | Albert Flinois       | UDF-CDS   | Albert Flinois      | UDF-CDS   |
| Conty                 | André Occis          | DVD       | André Occis         | DVD       |
| Corbie                | Claude Lemoine       | PCF       | Alain Gest          | UDF-PR    |
| Doullens              | Jean-Philippe Lebas  | PS        | Jacques Mossion     | UDF-CDS   |
| Friville-Escarbotin   | canton crée en 1985  |           | Christian Cahon     | UDF-PR    |
| Gamaches              | Jacques Pécquery     | PCF       | Michel Bonduelle    | DVD       |
| Molliens-Dreuil       | Gabrielle Scellier   | UDF-CDS   | Jacques Dufetelle   | DVD       |
| Montdidier            | Gérard Flamand       | RPR       | Gérard Flamand      | RPR       |
| Moyenneville          | Roger Castel         | UDF-CDS   | Roger Castel        | UDF-CDS   |
| Nesle                 | Jean Blas            | PS        | Jacques Gronnier    | DVD       |
| Roisel                | Pierre Druin         | PCF       | Pierre Druin        | PCF       |
| Roye                  | Jacques Fleury       | PS        | Jacques Fleury      | PS        |
| Rue                   | Pierre Bamière       | RPR       | Pierre Bamière      | RPR       |
| Villers-Bocage        | Pierre Claisse       | UDF-CDS   | Pierre Claisse      | UDF-CDS   |
|                       | Président Sortant    |           | Président Élus      |           |
|                       | Max Lejeune          | UDF-PSD   | Max Lejeune         | UDF-PSD   |

*Conseillers généraux sortants ne se représentant pas